# Jean Dekyndt
Jean Dekyndt, né en 1955 à Quesnoy-sur-Deûle (Nord), est un organiste classique. Il est le directeur du  Conservatoire à rayonnement régional de Toulouse depuis janvier 2013.

## Biographie
Né en 1955 dans le nord de la France, à Quesnoy-sur-Deûle, il a été élève au Conservatoire à rayonnement régional de Lille puis au Conservatoire national supérieur de musique et de danse de Paris. Il reçoit différents prix, dont celui d'orgue et d'écriture, d'harmonie, de fugue, de contrepoint ainsi que le premier prix du concours d'orgue Raymond Lartisien en 1974.
Jean Dekyndt a été directeur des conservatoires :
- d'Armentières de 1980 à 1982 ;
- ENM de la Haute-Loire de 1982 à 1984 ;
- de Saint-Étienne de 1984 à 1996 ;
- de Tours de 1996 à 2000 ;
- du 10e arrondissement de Paris de 2000 à 2005 ;
- de Montpellier de 2005 à 2013 ;
- de Toulouse depuis 2013.

Il est actuellement le titulaire des orgues de la cathédrale Saint-Pierre de Montpellier et de celui de la cathédrale Saint-Nazaire de Béziers.
Il a été fait chevalier de l'ordre des Arts et des Lettres.

## Discographie non restrictive
- Les 5 Concertos BWV 572 à BWV 576, transcription pour trompette et orgue avec Bernard Soustrot , 2000.
- Trompette et orgue, avec Bernard Soustrot : Marc-Antoine Charpentier, Jean-Sébastien Bach, 2002.
- Méditation pour orgue et instruments, transcriptions pour orgue, avec Daniel Matrone, Guy Morançon, Jerome Simonpoli, 2005.
- Trompette et orgue au temps de Jean-Sébastien Bach avec Bernard Soustrot, de Michel Corette, Antonio Vivaldi, Jean-Sébastien Bach , 2008.